# Fatos Lumani
Fatos Lumani (mac. Фатос Лумани, ur. 1983) - północnomacedoński kompozytor.

## Życiorys
Ukończył studia na Uniwersytecie Sztuk w Tiranie.
W 2007 roku uzyskał tytuł magistra na Akademii Muzykologicznej w Tiranie, gdzie przez pewien czas był wykładowcą aleatoryki.
W latach 2009–2013 był kierownikiem katedry muzycznej Państwowego Uniwersytetu w Tetowie.

## Utwory[1]
- Suita nr 1 (2002)
- Scherzo na skrzypce i fortepian (2002)
- Trio na skrzypce, klarnet i fortepian (2002)
- Wariacje na temat - na cztery fortepiany (2002)
- Suita na orkiestrę (2004)
- Rapsodia na skrzypce, fortepian i orkiestrę smyczkową (2005)
- Symfonia (2005)
- Symfonia (2006)
- Dom w środku granicy (2007)
- In memoriam DSCH na kwartet smyczkowy i fortepian (2007)
- Metamorfoza na skrzypce (2007)
- Za ciemnością (2007)
- Sonata na fortepian (2008)
- Suita nr 2 na fortepian (2009)
- Szara belka (2009)
- Metamorfoza D na orkiestrę smyczkową (2012)
- Miłość, teatr i inne szaleństwa (2012)
- Oratorium dla solistów, chór i orkiestrę (2012)
- Cudowna para (2013)
- Koncert na fortepian i orkiestrę (2013)
- Trzy bałkańskie humoreski na altówkę, skrzypce, obój i fortepian (2013)